# Odessaer Eisenbahn
Die Odessaer Eisenbahn (ukrainisch Одеська залізниця, russisch Одесская железная дорога/Odesskaja schelesnaja doroga) war eine Eisenbahngesellschaft im Russischen Reich.

## Geschichte

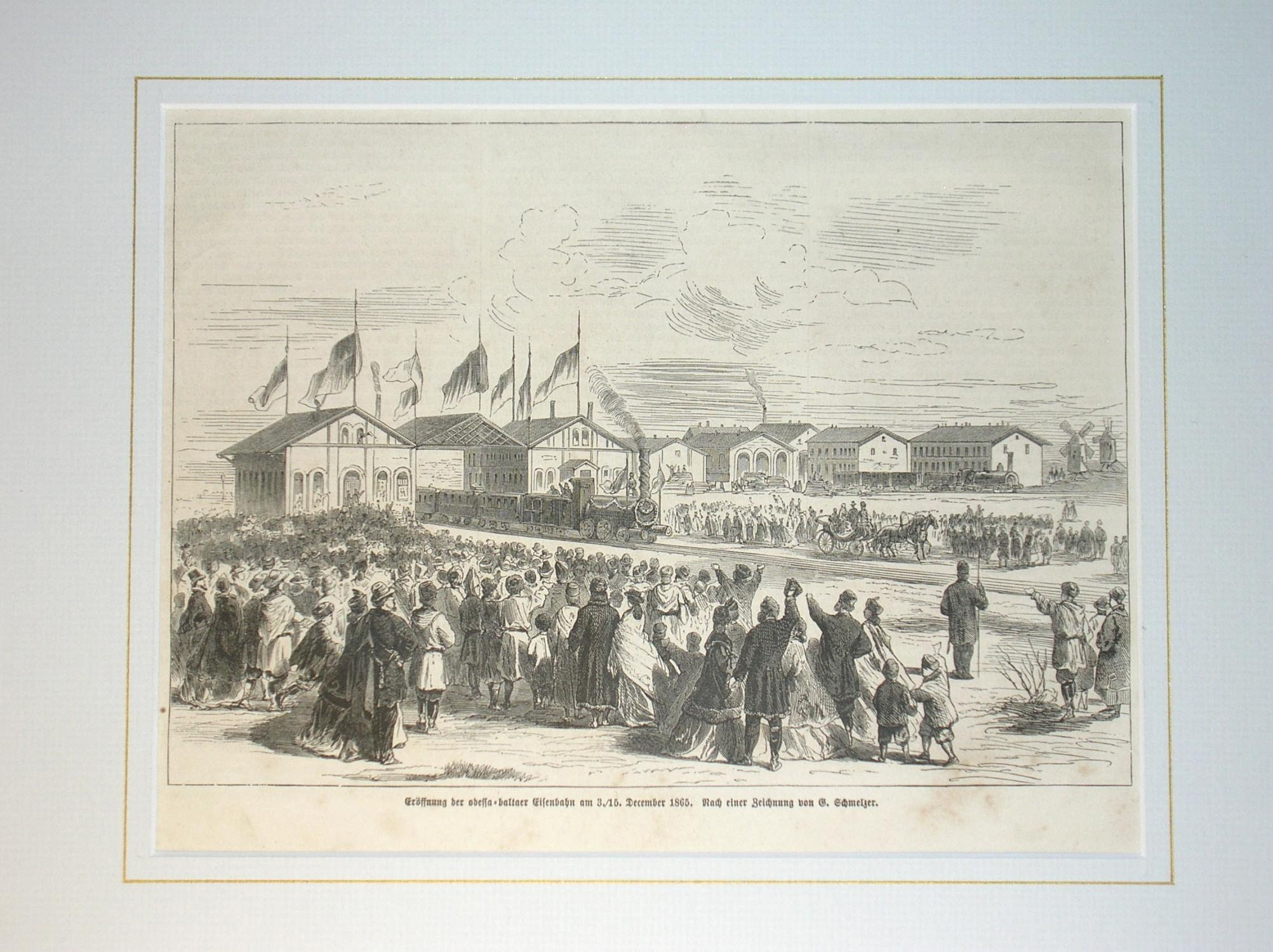
Eröffnung 1865

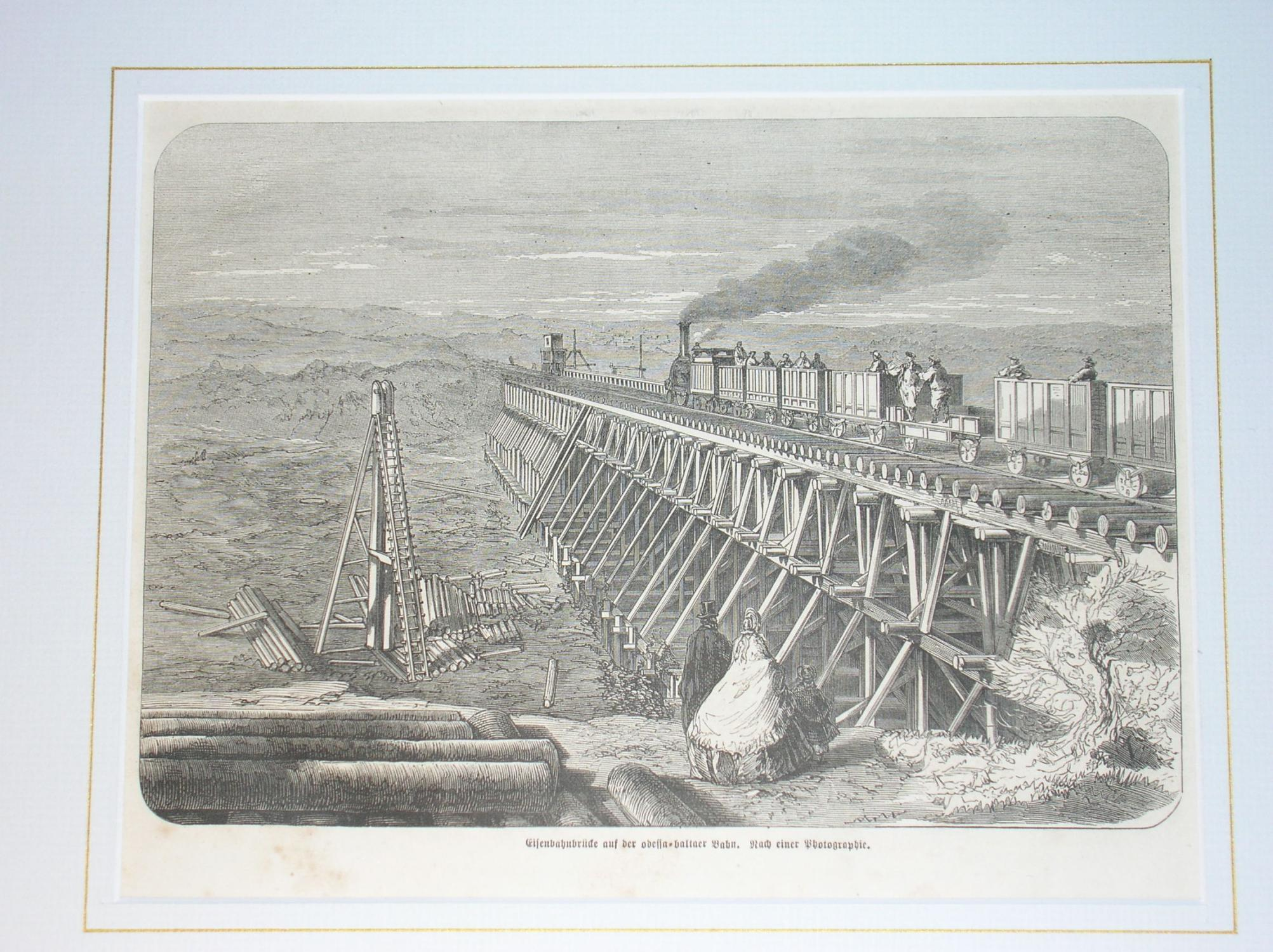
Zug der Bahn auf einer Eisenbahnbrücke 1866

Die Anfänge der Gesellschaft gehen auf die Odessa-Parkany Eisenbahngesellschaft zurück, diese wurde 1865 gegründet und bestand bis 1871, als sie zusammen mit der Kiew-Baltaer Eisenbahn in der Odessa-Baltaer Eisenbahn aufging.
Diese Gesellschaft existierte dann bis 1874 und wurde dann zusammen mit der Odessaer Hafendampfbahn und den Kischinewer Eisenbahnen zur Odessaer Eisenbahn vereint. 1879 erfolgte dann der Zusammenschluss mit der Kiew-Brester Eisenbahn zur Brest-Odessaer Eisenbahn.
Zu dieser Gesellschaft kam 1880 noch die Brest-Grajewoer Eisenbahn, schließlich wurde die Gesellschaft 1882 durch die Übernahmen der Bender-Galatz Eisenbahn in Russische Südwestbahnen umbenannt, das bis dahin private Unternehmen wurde 1895 endgültig verstaatlicht.
Folgende Strecken wurden durch die Odessaer Eisenbahn/Brest-Odessaer Eisenbahn betrieben:
- Odessa–Rasdelnaja–Birsula (am 3. Dezember 1865 durch die Odessa-Parkany Eisenbahn eröffnet)
- Rasdelnaja–Kutschurgan–Tiraspol–Parkany–Bendery–Kischinau–Korneschty (1865 bis 1873 durch die Kischinauer Eisenbahnen eröffnet)
- Balta–Golta–Snamenka (1867 bis 1868 durch die Kiew-Baltaer Eisenbahn eröffnet)
- Balta–Birsula (1871 durch die Kiew-Baltaer Eisenbahn eröffnet)
- Ungeny–Jassy (1874 durch die Odessa-Baltaer Eisenbahn eröffnet)
- Korneschty–Ungeny (1875 durch die Odessa-Baltaer Eisenbahn eröffnet)
- Brest–Białystok–Grajewo (1873 durch die Brest-Grajewoer Eisenbahn eröffnet)
- Bendery–Reni–Galatz (1877 durch die Bender-Galatz Eisenbahn eröffnet)
- Rowno–Sarny (1885 eröffnet)

## Fahrzeuge
Beim Zusammenschluss zur Brest-Odessaer Eisenbahn 1879 besaß die Gesellschaft 640 Dampflokomotiven, 965 Personen- und 12.278 Güterwagen.